# Miguel López-Remiro
Miguel López-Remiro Forcada (Pamplona, 1977) es un artista, comisario y gestor cultural español.Director artístico del Museo Picasso de Málaga (desde 2024).

## Biografía
Miguel López-Remiro nació en Pamplona en 1977. Tras licenciarse en Ciencias Económicas (Universidad de Navarra, 1995-1999), se doctoró en Estética y Teoría del Arte (1999-2003) y se graduó en el IESE Business School (2010-2012). Completó su formación académica con una beca doctoral de la Cátedra Félix Huarte de Estética y Arte Contemporáneo (1999-2003), siendo profesor visitante en el departamento Artes Visuales de  Universidad de California (San Diego), 2001-2002) e investigador en el Getty Research Institute (2014).
Ha sido Subdirector del Museo Guggenheim Bilbao (2006-2010) y Director Fundador del Museo Universidad de Navarra (2010-2014).En 2014 comenzó la dirección de su propia compañía de asuntos curatoriales dando servicio a colecciones institucionales, fundaciones y artistas. Entre sus proyectos destacan la idea y coordinación curatorial de la instalación de Double Bind del artista Juan Muñoz en la Fundación Sorigué; la presentación de la obra inédita de Joel Meyerowitz realizada en los años 60 en España; el desarrollo del plan estratégico de la Colección de videoarte Pi Fernandino y la puesta en marcha de la Fundación Otazu en la que trabaja como curador asociado.
Está vinculado a una serie de artistas con los que desarrolla proyectos curatoriales como Pío Cabanillas Alonso, Joel Meyerowitz, Ciro Frank Schiappa o Joana Vasconcelos.
Junto a su labor como gestor cultural está su labor como artista. Formado en Navarra, Alemania y Estados Unidos, una de sus mentoras principales fue Elena Asins a la que le unía una estrecha amistad.
Es editor de la antología de textos de Mark Rothko con Yale University Press y Flamarion. Ha sido profesor Doctor en la Universidad Europea de Madrid en la Escuela de Arquitectura, Ingeniería y Diseño y su nuevo Campus Creativo.
El 1 de enero de 2024 fue nombrado director del Museo Picasso de Málaga,siendo presentado ante la prensa el 19 de enero.